# Championnats du monde de ski acrobatique 2019
Navigation
Édition précédente 2021 Idre Fjäll-Almaty-Aspen
La 17e édition des championnats du monde de ski acrobatique se déroule du 1er février au 10 février 2019 dans l'état de l'Utah (États-Unis). Trois stations accueillent cette compétition : Park City Mountain Resort et Deer Valley, situées dans la ville de Park City et celle de Solitude Mountain Resort.
Ils sont organisés conjointement aux Championnats du monde de snowboard.

## Sites de compétition
La majorité des épreuves ont lieu au sein de Park City.
La station de Park City Mountain Resort accueille les épreuves de freeskiing (big air, halfpipe et slopestyle) tandis que les épreuves de saut acrobatique et de bosses prennent place sur les pistes de Deer Valley.
Les épreuves de ski cross se déroulent à Solitude Mountain Resort.

## Programme
| Q | Qualifications |  | Finale |

| Epreuve↓/Date → | Epreuve↓/Date →     | Ven 1 | Sam 2 | Dim 3 | Lun 4 | Mar 5 | Mer 6 | Jeu 7 | Jeu 7 | Ven 8 | Sam 9 | Dim 10 |
| --------------- | ------------------- | ----- | ----- | ----- | ----- | ----- | ----- | ----- | ----- | ----- | ----- | ------ |
| BOSSES          | Bosses simples      |       |       |       |       |       |       |       |       |       |       |        |
| BOSSES          | Bosses en parallèle |       |       |       |       |       |       |       |       |       |       |        |
| CROSS           | Ski cross           | Q     |       |       |       |       |       |       |       |       |       |        |
| PARK & PIPE     | Big Air             |       |       |       |       |       |       |       |       |       |       |        |
| PARK & PIPE     | Halfpipe            |       |       |       |       |       |       | Q     | Q     |       |       |        |
| PARK & PIPE     | Slopestyle          |       |       |       |       | Q     |       |       |       |       |       |        |
| SAUT            | Saut individuel     |       |       |       |       | Q     |       |       |       |       |       |        |
| SAUT            | Saut par équipe     |       |       |       |       |       |       | Q     |       |       |       |        |

## Tableau des médailles
| Rang  | Nation          | Or | Argent | Bronze | Total |
| ----- | --------------- | -- | ------ | ------ | ----- |
| 1     | Canada          | 3  | 2      | 3      | 8     |
| 2     | France          | 3  | 1      | 2      | 6     |
| 3     | Suisse          | 2  | 1      | 1      | 4     |
| 4     | États-Unis      | 1  | 3      | 3      | 7     |
| 5     | Russie          | 1  | 1      | 1      | 3     |
| 6     | Grande-Bretagne | 1  | -      | 1      | 2     |
| 7     | Biélorussie     | 1  | -      | -      | 1     |
| 7     | Estonie         | 1  | -      | -      | 1     |
| 7     | Kazakhstan      | 1  | -      | -      | 1     |
| 10    | Australie       | -  | 2      | -      | 2     |
| 11    | Chine           | -  | 1      | 1      | 2     |
| 12    | Norvège         | -  | 1      | -      | 1     |
| 12    | Suède           | -  | 1      | -      | 1     |
| 12    | Ukraine         | -  | 1      | -      | 1     |
| 15    | Japon           | -  | -      | 2      | 2     |
| Total | Total           | 14 | 14     | 14     | 42    |

## Podiums

### Hommes
| Épreuves            | Or               | Argent              | Bronze                 |
| ------------------- | ---------------- | ------------------- | ---------------------- |
| Big Air             | Fabian Bösch     | Henrik Harlaut      | Alex Beaulieu-Marchand |
| Bosses              | Mikael Kingsbury | Matt Graham         | Daichi Hara            |
| Bosses en Parallèle | Mikael Kingsbury | Bradley Wilson      | Daichi Hara            |
| Half-Pipe           | Aaron Blunck     | Kevin Rolland       | Noah Bowman            |
| Saut                | Maxim Burov      | Oleksandr Abramenko | Noé Roth               |
| Ski cross           | François Place   | Brady Leman         | Kevin Drury            |
| Slopestyle          | James Woods      | Birk Ruud           | Nick Goepper           |

### Femmes
| Épreuves            | Or                                                                | Argent                                                            | Bronze                                                            |
| ------------------- | ----------------------------------------------------------------- | ----------------------------------------------------------------- | ----------------------------------------------------------------- |
| Big Air             | Tess Ledeux                                                       | Julia Krass                                                       | Isabel Atkin                                                      |
| Bosses              | Yuliya Galysheva                                                  | Jakara Anthony                                                    | Perrine Laffont                                                   |
| Bosses en Parallèle | Perrine Laffont                                                   | Jaelin Kauf                                                       | Tess Johnson                                                      |
| Half-Pipe           | Kelly Sildaru                                                     | Cassie Sharpe                                                     | Brita Sigourney                                                   |
| Saut                | Aliaksandra Ramanouskaya                                          | Liubov Nikitina                                                   | Xu Mengtao                                                        |
| Ski cross           | Marielle Thompson                                                 | Fanny Smith                                                       | Alizée Baron                                                      |
| Slopestyle          | Épreuve annulée en raison de mauvaises conditions météorologiques | Épreuve annulée en raison de mauvaises conditions météorologiques | Épreuve annulée en raison de mauvaises conditions météorologiques |

### Mixte
| Épreuves         | Or                                               | Argent                                          | Bronze                                                         |
| ---------------- | ------------------------------------------------ | ----------------------------------------------- | -------------------------------------------------------------- |
| Saut par équipes | Suisse- Carol Bouvard - Nicolas Gygax - Noé Roth | Chine- Xu Mengtao - Sun Jiaxu (en) - Wang Xindi | Russie- Liubov Nikitina - Stanislav Nikitin (en) - Maxim Burov |